# Love/Hate (groupe)
Love/Hate est un groupe américain de hard rock et heavy metal, originaire de Los Angeles, en Californie. Le groupe est formé en 1985 à Los Angeles, et se produit initialement sous le nom de Dataclan.

## Historique

### Débuts (1985-1992)
Le groupe est formé en 1985 à Los Angeles. Il se produit initialement sous le nom de Dataclan, et opte pour un look plutôt glam rock, et sa musique était assez proche du style Duran Duran. En 1986, le nom de Love/Hate est choisi ; il s'agit du nom d'une composition du groupe et leur style de musique tournait maintenant plus vers une nouvelle version du groupe britannique The Cult. En 1989, après avoir passé plusieurs temps à tourner dans les clubs de la côte ouest, ils signent un contrat avec Columbia Records et commencèrent l'enregistrement de leur premier album. 
En 1990 sort leur premier album Black Out in a Red Room et après une tournée des clubs, Love/hate fait la première partie de Dio dans des plus grandes salles. Puis ils partent en tournée avec AC/DC ce qui leur permettra de jouer hors des États-Unis pour la première fois. À la fin de 1991, Love/Hate entre en studio pour l'enregistrement de leur second album. En 1992, sortie de Wasted in America. Le groupe repart en tournée. En 1993, le label Columbia Records les revoit à la suite de la faiblesse des ventes d'albums. BMG leur proposa un nouveau contrat. Entre-temps, le guitariste Jon E. Love quitte le groupe et est remplacé par Daren Householder.

### DeLet's RumbleàLet's Eat(1993-1999)
En 1993 sort Let's Rumble, mais seulement au Royaume-Uni, BMG Entertainment refusant de le sortir sur le marché américain. Une copie de l'album est envoyée à plusieurs labels américains, et le titre Spinning Wheel reçoit une importante diffusion en radio ; le groupe joue devant des salles pleines mais sans album à promouvoir. Let's Rumble ne parait qu'en 1994 aux États-Unis.
En 1995, retour de Jon E. Love et enregistrement de I'm Not Happy. En même temps, Skid et Jon E. Love créèrent un groupe parallèle, Skoes, et Jizzy Pearl et Joey Gold créent Sineaters. C'est le début de la fin pour Love/Hate. En 1997, fin des projets parallèles, et retour en studio pour l'enregistrement de Livin' for Layla, la plupart des titres viennent de Skoe et plus personne se sent concerné, à part Skid qui fera appel à Mark Torin des Bulletboys pour terminer l'album. Après son retour de tournée, le groupe vend son matériel et se sépare. En 1998, alors que le groupe doit assurer la première partie de Dio, Skid quitte le groupe et est remplacé par Cordell Crockett (ex-Ugly Kid Joe). La tournée ne se passe pas trop bien et à sa fin Jizzy Pearl plaque tout pour rejoindre L.A. Guns. En 1999, Jizzy Pearl enregistre un album Let's Eat avec d'anciens titres des Sineaters, mais l'album sortira sous le nom de Love/Hate.

### Dernières activités (depuis 2002)
Pendant cette période, Love/Hate tournera sous différentes formations, surtout en Europe. En 2003, Love/Hate tourne en Europe avec Jon E. Love. En 2004, Jizzy et Jon tourne ensemble en Europe sous le nom de Love/Hate.
En 2006, Jizzy tourne en Europe sous Love/Hate avec le guitariste Alex Grossi, le bassiste Robbie Crane, et le batteur Dave Moreno. En décembre 2006, Jizzy quitte Ratt, alors que le chanteur Stephen Pearcy rejoint le groupe. La formation originale se réunit depuis longtemps, le 24 février 2007 au Club Vodka d'Hollywood, en Californie pour jouer leur premier album, Black out in the Red Room (1990), dans son intégralité, devant 1 500 personnes. En avril 2007, Jizzy tourne au Royaume-Uni sous le nom Love/Hate, avec Pretty Boy Floyd et[Bang Tango. En décembre 2007, Jizzy, Skid et Joey tournent en Europe, avec Darren Housholder à la guitare. En 2008, le groupe y revient, avec LA Guns. En août et septembre 2009, le groupe tourne au Royaume-Uni avec Ricky Warwick et New Generation Superstars.
Une tournée en 2013 est annoncée en 2012. À la fin de 2013, l'EP Crucified est publié. Après plusieurs conflits, Jizzy Pearl annonce ne plus utiliser le nom du groupe. L'EP change alors de nom pour Pearl. Pearl annonce sa tournée britannique sous le nom de Love/Hate en novembre 2015.

## Discographie
- 1990 : Blackout in the Red Room
- 1992 : Wasted in America
- 1993 : Let's Rumble
- 1995 : I'm Not Happy
- 1997 : Livin Off Layla
- 1999 : Let's Eat
- 2000 : Greatest and Latest (compilation)

## Membres

### Membres actuels
- Jizzy Pearl - chant

### Anciens membres
- Jon E. Love - guitare
- Skid (Rose) - basse
- Joey Gold - batterie
- Tracy G - guitare
- Darren Housholder - guitare
- Marq Torien - chant, guitare
- Cordell Crockett - basse
- Johnny Crypt - guitare
- Chris Van Dahl - basse
- Alex Grossi - guitare
- Robbie Crane - basse
- Dave Moreno - batterie
- Keri Kelli - guitare